# وانگاژی
وانگاژی (به آلمانی: Wangasch)  در لتونی با جمعیت ۴٬۲۹۰ نفر است که در inčukalns municipality واقع شده‌است.